# ハングル正書法
ハングル正書法（ハングルせいしょほう、한글 맞춤법。文教部告示第88-1号）は、大韓民国における現行の朝鮮語の正書法である。朝鮮語綴字法統一案（한글 맞춤법 통일안）を改訂する形で、1988年1月19日に制定された。

## 背景
1933年に朝鮮語学会によって作成された朝鮮語綴字法統一案は、広く社会的に受け入れられ、辞書や教科書にも取り入れられていた。しかし、標準語査定の必要性が長らく指摘されていたことから、1979年には文教部により「標準語再査定試案」、「外来語表記法改正試案」などとともに「ハングル正書法改正試案」が策定されるに至った。その後学術院への移管（1981年）や国語研究所の発足（1985年）、文教部国語審議会の審議を経て、1988年1月19日に「ハングル正書法」が告示され、1989年3月1日から施行された。全体的な正書法の性格は「朝鮮語綴字法統一案」と同じであるが、不要になった条項が削除されたほか、不備点の補完や現実に符合しない箇所の修正が行われた。

## 構成
ハングル正書法は6章57項から成る本編と、付録である文章符号の2つの部分で構成されている。章の構成は以下の通りである。
- 第1章  総則
- 第2章  字母
- 第3章  音に関すること
  - 第1節  濃音
  - 第2節  口蓋音化
  - 第3節  「ㄷ」音の終声
  - 第4節  母音
  - 第5節  頭音法則
  - 第6節  反復音
- 第4章  形態に関すること
  - 第1節  体言と助詞
  - 第2節  語幹と語尾
  - 第3節  接尾辞が付いた語
  - 第4節  接尾辞および接頭辞が付く語
  - 第5節  縮約形
- 第5章  分かち書き
  - 第1節  助詞
  - 第2節  依存名詞、単位を表す名詞および列挙する語など
  - 第3節  補助用言
  - 第4節  固有名詞および専門用語
- 第6章  その他のこと
- 〔付録〕  文章符号

## 表記法
第1章・総則の第1項に「ハングル正書法は標準語を音の通りにつづるが、語法に合うようにするのを原則とする。」とある。「音の通りにつづる」というのは、現代朝鮮語の音韻体系に則して表記することを意味する。例えば、1930年代以前には現代朝鮮語にすでに存在しない古い時代の母音を表す字母「ㆍ」が慣習的になおも用いられていたが、そのように現代朝鮮語の音韻体系を反映しない表記法を取らないということである。「語法に合う」というのは、形態主義に則して表記することを意味する。例えば「山が」を意味する朝鮮語 /sani/ は発音通りにつづれば「사니」となるが、この語は名詞 san に主格助詞 -i が付いた形であるので、それぞれの形態を別個に表記し「산이 san-i」とつづることを原則としている。
以下に表記法の要点をまとめる。

### 語幹と語尾・接尾辞の分離表記

#### 1. 体言語幹と語尾（助詞）
体言語幹と体言語尾（助詞）はそれぞれ区別してつづる（第14項）。これにより、体言の語幹は常に一定の形で表示される。
- 떡（餅）― 떡이（餅が）― 떡을（餅を）
- 값（値段）― 값이（値段が）― 값을（値段を）

#### 2. 用言語幹と語尾
用言語幹と語尾はそれぞれ区別してつづる（第15項）。これにより、用言の語幹は常に一定の形で表示される。
- 먹다（食べる）― 먹어（食べ）― 먹으니（食べるので）
- 앉다（座る）― 앉아（座り）― 앉으니（座るので）

ただし、語幹の形が非自動的に交替する変則用言の場合は、交替した形を表示する。従って、この場合には語幹は一定の形では表示されない。
- 놀다（遊ぶ）― 놉니다（遊びます）― 노니（遊ぶので）
- 맵다（辛い）― 매워（辛く）― 매우니（辛いので）

#### 3. 語幹と接尾辞
語幹と接尾辞はそれぞれ区別してつづる（第6項，第19項～第26項）。
- -이：길이（長さ）＜ 길다（長い），많이（多く）＜ 많다（多い）
- -음：얼음（氷）＜ 얼다（凍る），만듦（作ること）＜ 만들다（作る）
- -히：밝히（明るく）＜ 밝다（明るい），급히（急いで）＜ 급하다（急いでいる）
- -기-，-리-，-뜨리-など：옮기다（移す）＜ 옮다（移る），뚫리다（通る）＜ 뚫다（通す），부딪뜨리다（ぶつける）＜ 부딪다（ぶつかる）
- その他：낚시（釣り）＜ 낚다（釣る），덮개（覆い）＜ 덮다（覆う），깜짝이다（びっくりする）＜ 깜짝（びっくり）

ただし、以下のようなものについては語根を明示しない。
- 本義から離れたもの：노름（ばくち）＜ 놀다（遊ぶ），코끼리（象）＜ 코（鼻）＋ 길이（長いこと）
- 現代語として体系的に抽出できない接尾辞：끄트머리（端っこ）＜ 끝（終わり）＋ 으머리，지푸라기（わら）＜ 짚（わら）＋ 으라기
- 本来は語幹末に二重子音があるが、接尾辞が付くことによって二重子音として現れえないもの：말짱하다（さっぱりしている）＜ 맑다（清い），널따랗다（広々している）＜ 넓다（広い）
- 語尾化あるいは助詞化したもの：나마（…ながら）＜ 남다（残る），부터（…から）＜ 붙다（付く）

しかしながら、細部においてはかなり細かい規定があり、語根を明示する場合とそうでない場合の判別は必ずしも容易ではない。例えば、-이が付いて副詞となるもののうち、-하다が付きうるものは語根を明示するが（깨끗이‘きれいに’― 깨끗하다‘きれいだ’）、-하다が付きえないものは語根を明示しない（갑자기‘急に’）。

### 合成語における各形態素の分離表記
合成語はそれぞれの語根を区別してつづる（第27項）。
- 꽃잎（花びら）＜ 꽃（花）＋ 잎（葉）
- 헛웃음（作り笑い）＜ 헛（偽りの）＋ 웃음（笑い）

ただし、音の脱落や音変化を起こすものについては、脱落後・変化後の形でつづる（第28項・第29項）。また、이（歯・しらみ）の合成語は니とつづることになっているが、これはおそらく誤読を避けるためと思われる。
- 마소（牛馬）＜ 말（馬）＋ 소（牛）
- 이튿날（翌日）＜ 이틀（二日）＋ 날（日）
- 앞니（前歯）＜ 앞（前）＋ 이（歯）

いわゆる「사이시옷」（間の「ㅅ」（시옷））は固有語どうしあるいは固有語と漢字語の合成語にのみ用い、純粋な漢字語には原則的には用いない（第30項）。
- 나뭇가지（木の枝）＜ 나무（木）＋ 가지（枝）
- 귓병（耳の病）＜ 귀（耳）＋ 병（病気）

ただし、2音節からなる漢字語の場合には사이시옷の使用を認めている。
- 숫자（数字），횟수（回数）

歴史的な要因で音挿入や音変化が見られるものは、その音を発音通りに表記することになっている（第31項）。例えば、볍씨（種もみ）という語は벼（稲）と씨（種）の合成語であるが、ㅂが挿入されているのは，씨が中期朝鮮語でᄡᅵという音であった名残で、それが化石化して現代朝鮮語に残っているものである。また、안팎（内外）は안（内）と밖（外）の合成語であるが、팎と激音になっているのは，안が中期朝鮮語で않という音であった名残で、その結果激音化したものが化石化して残っているものである。

### 同音異字語
語根の分析の違いから、同じ音の単語であっても異なったつづりで表記されるものがある（第57項）。
- 느리다（遅い）― 늘이다（伸ばす）
- 다치다（けがする）― 닫히다（閉まる）― 닫치다（閉める）
- 시키다（させる）― 식히다（冷ます）

### 漢字語の表記
ㄴおよびㄹで始まる漢字語で頭音法則に従って頭音の発音が変化するものは、変化した発音通りにつづる（第10項～第12項）。
- 여자（女子），익명（匿名）
- 양심（良心），이발（理髪）
- 낙원（楽園），노인（老人）

ㄴ，ㄹが語中にある場合でも、以下のようなものはㅇ，ㄴでつづることになっている。
- 母音あるいはㄴの直後に来る렬，률：나열（羅列），선율（旋律）
- 接頭辞が付いたもの：신여성（新女性），공염불（空念仏），역이용（逆利用），열역학（熱力学），중노동（重労働），비논리적（非論理的）

ただし、頭音法則に従わずㄹ，ㄴとつづる例として、姓＋1文字の名（최린‘崔麟’ ＜ 최인）や、略語（국련‘国連’ ＜ 국제 연합）などがある。
また、慣用音で発音されるものは、慣用音に従って表記することになっている（第52項）。
- 허락（許諾；「諾」の本来の音は「낙」），시월（十月；「十」の本来の音は「십」）

### 縮約形

#### 1.-아/-어形
用言の-아/-어形の縮約形（例外・許容）は以下の通りである（第34項～第36項）。
- 必ず縮約形で表記するもの
  - ㅏ/ㅓ語幹：가아 ＞ 가（行って），서어 ＞ 서（立って）
- 縮約形で表記することもできるもの
  - ㅐ/ㅔ語幹：내어 ＞ 내（出して），세어 ＞ 세（強く）
  - 하다語幹：하여 ＞ 해（して）
- ㅗ/ㅜ語幹：보아 ＞ 봐（見て），주어 ＞ 줘（与えて）
  - ㅚ語幹：되어 ＞ 돼（なり）
  - ㅣ語幹：가지어 ＞ 가져（持ち）

#### 2.-이-形
用言語幹に接尾辞-이-が付いて縮約するときは，以下のようにつづることができる（第37項・第38項）。
- 싸이다 ＞ 쌔다（包まれる），싸이어 ＞ 쌔어，싸여（包まれて）
- 보이다 ＞ 뵈다（見える），보이어 ＞ 뵈어，보여（見えて）

#### 3. その他
하다が縮約されて激音化するものは、激音でつづることができる。ただし、「ㅎ」が語幹の一部として固定化したものは終声ㅎとしてつづる。
- 연구하도록 ＞ 연구토록（研究するように）
- 않다，그렇다，아무렇다

-지 않-，-치 않- が縮約するときは，それぞれ -잖-，-찮- とつづることができる。
- 적지 않은 ＞ 적잖은（少なくない）
- 만만하지 않다 ＞ 만만치 않다 ＞ 만만찮다（手ごわい）

## 分かち書き
第1章・総則の第2項に「文の各単語は分かち書きすることを原則とする。」とある。ただし体言語尾（助詞）はつづけて書く（第41項）。これにより、朝鮮語は原則的に単語単位で分かち書きをすることになる。以下に分かち書きの要点を記述する。
続け書きが許容されているものは、以下のような場合である。
1. 数詞＋助数詞で、助数詞が順序を表す場合。あるいはアラビア数字と助数詞の結合：두 시 ＞ 두시（2時），7 미터 ＞ 7미터（7メートル）
2. 補助用言：도와 드리다 ＞ 도와드리다（お助けする）
3. 固有名詞：대한 중학교 ＞ 대한중학교（大韓中学校）

一方、続け書きすることになっているものは、以下のようなものである。
1. 数詞（万単位で分かち書き）：12억 3456만 7898（12億3456万7898）
2. 朝鮮人の姓名：김양수（金良洙）

ただし、朝鮮人の姓名であっても姓と名の境界が不明瞭になるものは分かち書きする。例えば「남궁억」の場合、姓が「남(『南』)」なのか「남궁（『南宮』）」なのかをはっきりさせるために「남 궁억」，「남궁 억」とつづることが許容される。

## 文章符号
文章符号について特徴的なものをいくつか挙げる。
- 句読点は、横書きの場合には「，．」を用い、縦書きの場合は「、。」を用いる。
- 引用符は、横書きの場合にはクォーテーションマーク（‘ ’，“”）を用い、縦書きの場合にはカギカッコ（「 」，『 』）を用いる。

## 問題点

### 表記法
正書法で規定のないものに関しては、原理上どのように表記してもよい。だが、このことは時として正書法に大きな混乱をもたらす。
例えば、指定詞「-이다（…である）」の해요体をどう表記するかについて、正書法には規定がない。子音語幹の体言に付く場合には「-이에요」で問題はないが、母音語幹の体言に付く場合には「-에요」と「-예요」の両方が並存していた（저에요，저예요‘私です’）。
正書法に規定がないものについては韓国の国語研究院が見解を出しているが、その見解が正書法に準ずるものと見なされる。上記の例の場合、国語研究院が「-예요」が正しいという見解を出し、その後一般社会では「-예요」に統一されつつある。
同音異字の単語は時としてひじょうに紛らわしく、一般生活ではしばしば誤って表記されることがある。例えば、「부딪치다（ぶつかる、でくわす）」と「부딪히다（ぶつけられる、ぶつかる）」などは単語の意味もひじょうに近く、多くの誤用例が見られる。

### 分かち書き
分かち書きの規定は「単語単位で分かち書きする」という原則を除いて、特に細かな規定はあまり設けられていない。しかし、何を「単語」と見なすかによって分かち書きが異なりうるために、しばしば混乱が見られる。
例えば、国語研究院の公開する『標準国語大辞典（표준국어대사전）』では「물어보다（尋ねる）」という単語が分かち書きなしに1単語として登録されている。補助動詞は分かち書きをするのが原則であるが、この場合の「보다（みる）」は試みを表すという補助動詞としての意味が希薄であり、「물어보다」全体で「尋ねる」という1単語と認識し、その結果分かち書きをしないこととしたものと推測される。ところが、この単語の謙譲語「여쭤 보다（伺う）」は、2017年以前は、1単語として登録されておらず、「여쭤（伺って）」と「보다（みる）」は分かち書きしなければならないという矛盾に陥っていた。また、標準国語大辞典は年に数回更新されるため、逐一その更新内容を確認しなければ、正しい分かち書きが分からないという問題もある。
市井には「分かち書き辞典」と称する書籍が何種類か出回っているが、このような分かち書き規定のあいまいさゆえに、これらの書籍の間でも分かち書きが統一されていない。